# Юшкова, Валентина Иринарховна
Валентина Иринарховна Юшкова (в девичестве Дьякова; 5 февраля 1918, с. Залазна, Вятская губерния, РСФСР — 22 марта 1988, Ижевск, УАССР, СССР) — советская радиожурналистка, публицист. Почётный радист СССР (1968), заслуженный работник культуры УАССР (1977).

## Биография
Валентина Иринарховна родилась в семье служащих села Залазна (ныне на территории Омутнинского района Кировской области). В 1933 году окончила школу крестьянской молодежи села Кулига Кезского района и была направлена Кезским райкомом ВЛКСМ на работу пионервожатой-воспитательницей в детский дом села Чепца. В 1934—1935 годах работала в Кулиге учителем начальных классов, а затем заведующей отделом пионеров Кулигинского райкома ВЛКСМ. В мае 1936 года была отозвана из района для работы инструктором в отделе пионеров Удмуртского обкома ВЛКСМ.
В 1937 году поступила на работу в Удмуртский радиокомитет редактором детских и литературных передач, одновременно с этим училась в вечерней средней школе, которую окончила в 1940 году. Осенью того же года поступила на 1-й курс литературного факультета Московского областного пединститута, однако уже летом 1941 года вернулась в Удмуртию и работала редактором газеты Кулигинского района «Новая жизнь».
В 1942 году Юшкова заняла пост заместителя редактора молодёжного радиовещания Удмуртского радиокомитета. С 1949 года в течение 10 лет возглавляла Удмуртский Комитет по радиовещанию при Совете Министров УАССР, с 1958 по 1973 годы была заместителем председателя Удмуртского Комитета по телевидению и радиовещанию. Валентина Иринарховна является автором ряда документальных радиопостановок и радиоочерков, среди которых «Надежда Дурова», «Первые радиоинженеры Удмуртии», «По городам и весям» и др. На Удмуртском радио организовала школу молодого журналиста, благодаря её усилиям в 1955 году был восстановлен хор радио.
После выхода на пенсию в 1976 году продолжила журналистскую и общественную деятельность, занималась переводами произведений удмуртских писателей на русский язык. Является составителем книг по пионерскому и комсомольскому движению в Удмуртии: «Говорит и показывает Ижевск», сборников очерков «Эстафета», «И оживает время».